# Neptosternus resartus
Neptosternus resartus är en skalbaggsart som beskrevs av Guignot 1954. Neptosternus resartus ingår i släktet Neptosternus och familjen dykare. Inga underarter finns listade i Catalogue of Life.